# Eastindiaman
Eastindiaman (ang. East Indiaman) – duży, uzbrojony statek handlowy o napędzie żaglowym, zdolny do dalekich, samodzielnych podróży do Indii, Chin lub Indii Wschodnich. Używany głównie przez floty handlowe Brytyjskiej Kompanii Wschodnioindyjskiej oraz Holenderskiej Kompanii Wschodnioindyjskiej (w dużo mniejszym stopniu też przez inne europejskie kompanie handlowe) od początku XVII wieku do lat 30. XIX wieku.
Podobne, nieco mniejsze jednostki przeznaczone do podróży do Indii Zachodnich nazywano analogicznie westindiamenami (ang. West Indiaman).

## Charakterystyka
Za pierwszy statki tego typu uważa się wodowany uroczyście w obecności króla Jakuba I w Deptford w roku 1610 „Trade's Increase” (dosł. „Wzrost handlu”) o wyporności 1293 ton. Był to największy statek, jaki do tej pory zbudowano w Anglii (większy od zbudowanego w tym samym roku trójpokładowego wojennego okrętu liniowego „Prince Royal”). Wkrótce też powstał drugi podobny statek „Peppercorn”. Chociaż Kompania Wschodnioindyjska zaprzestała wkrótce budowy statków we własnej stoczni (w Deptford istniała również inna stocznia budująca dla Royal Navy), a zaczęła je dzierżawić od prywatnych właścicieli, wszystkie statki musiały spełniać wymagania techniczne stawiane przez Dyrekcję Kompanii. Były to duże, zwykle trzymasztowe, silnie uzbrojone (ok. 30 dział) statki zdolne do odbycia 6-8 (maks. 10) podróży na Wschód i z powrotem (potem wycofywano je z eksploatacji). Podczas tych rejsów statek nie tylko zwracał swój koszt, ale i przynosił pokaźny zysk zarówno Kompanii, jak i dzierżawcy, co spowodowało, że stanowisko kapitana eastindiamana stało się najlepszą posadą w angielskiej flocie handlowej.
Podróż do Indii trwała około czterech, do Chin od sześciu do ośmiu miesięcy. Oficerowie na statku nosili mundury Kompanii, załogę obowiązywała dyscyplina taka sama jak na okrętach wojennych Royal Navy. Do Indii eksportowano głównie wyroby metalowe, wino i piwo, z powrotem przywożono przyprawy, indygo, saletrę indyjską, herbatę oraz chińska porcelanę. W obie strony przewożono też pasażerów. Między początkiem XVII wieku, a końcem XVIII, rejsy powrotne odbyło co najmniej 1461 statków typu eastindiaman. Pod koniec XVIII wieku osiągnęły one swoje największe rozmiary i pojemność rzędu 1100-1400 ton.
Statki tego typu budowali też i szeroko wykorzystywali do handlu Holendrzy. Najbardziej znane to: „Batavia”, „Amsterdam” oraz „Prins Willem” wykorzystany jako okręt wojenny w czasie pierwszej wojny angielsko-holenderskiej w bitwie pod Kentish Knock.

## Nazwa
Angielska nazwa East Indiaman (dosł. „Wschodnioindyjczyk”) jest zrostem słów East India (Indie Wschodnie) i man (dosł. człowiek, mężczyzna). Praktyka używania rzeczownika man w odniesieniu do statków i okrętów w języku angielskim sięga XV wieku (por. man-of-war – okręt wojenny, dosł. „człowiek wojny”; merchantman – statek handlowy, dosł „kupiec”). Holenderskie nazwy tej klasy statków to Oost-Indiëvaarder (Oost-Indië – Indie Wschodnie, vaarder – żeglarz), retourschip (retour – powrót, schip – statek) i spiegelretourschip (spiegel – lustro; nawiązanie do bogato zdobionej pawęży).

## Galeria

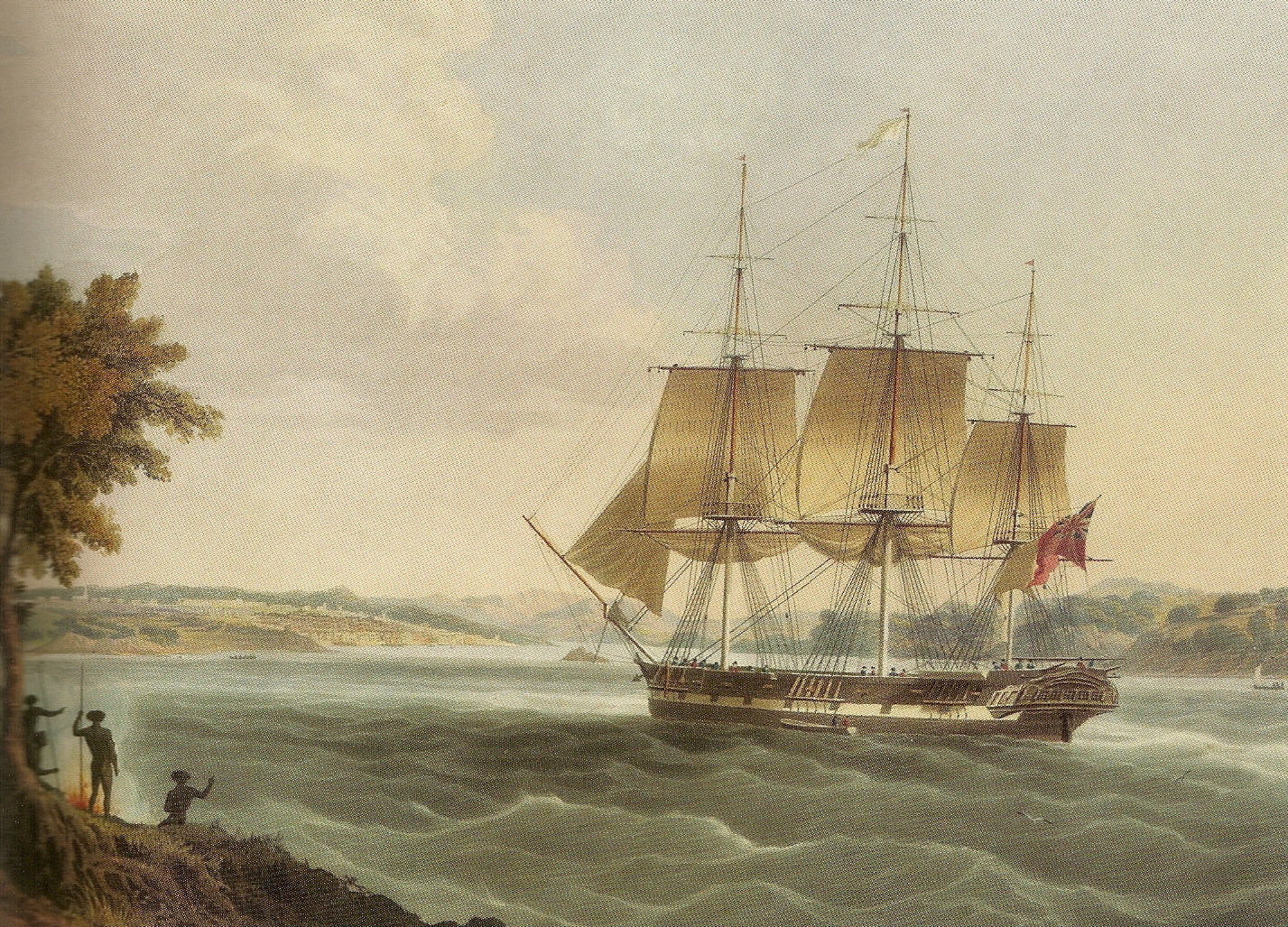
Brytyjski „Mellish” w Sydney
Brytyjski „Prince of Wales”
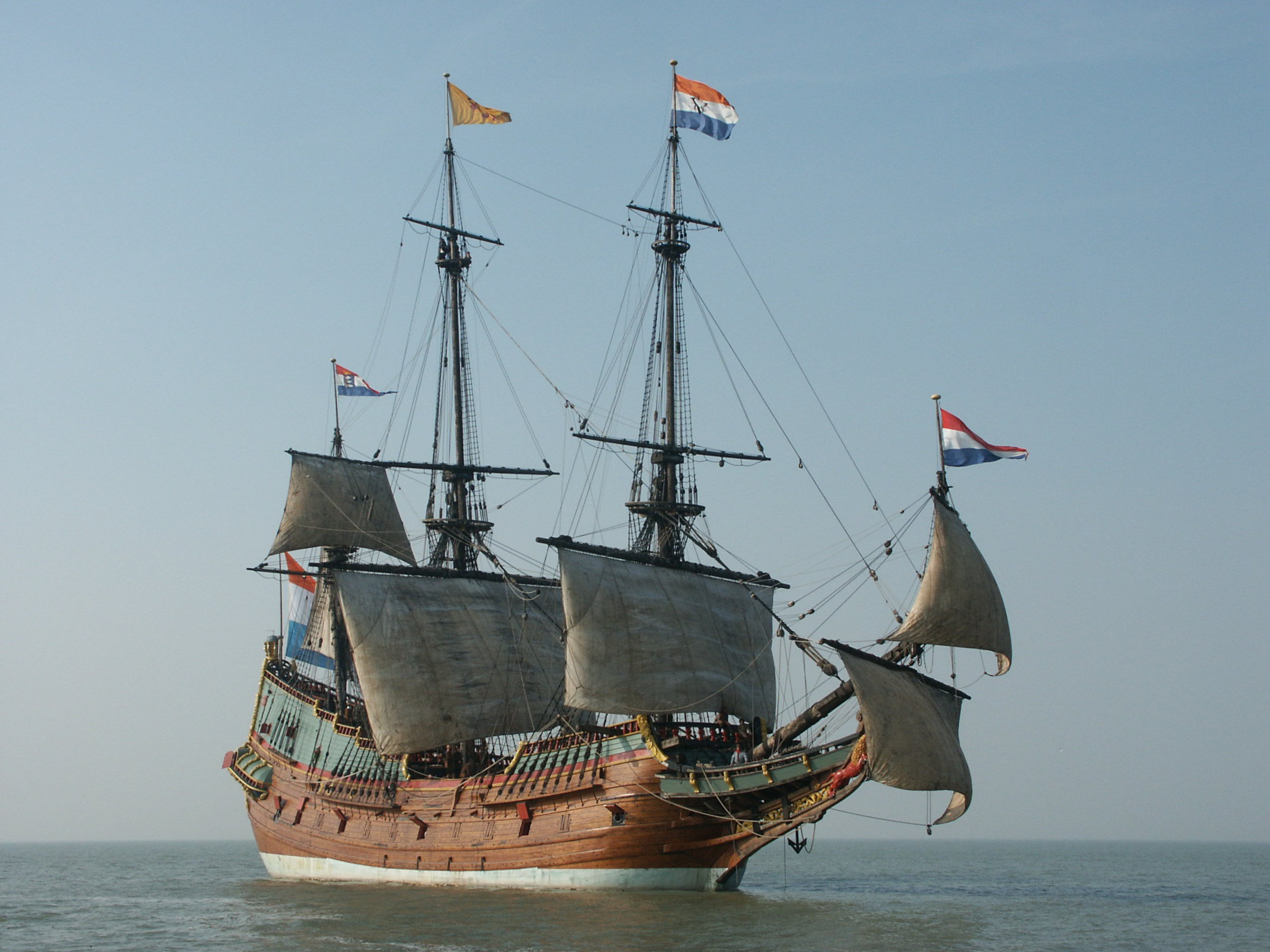
Holenderska „Batavia” (replika)
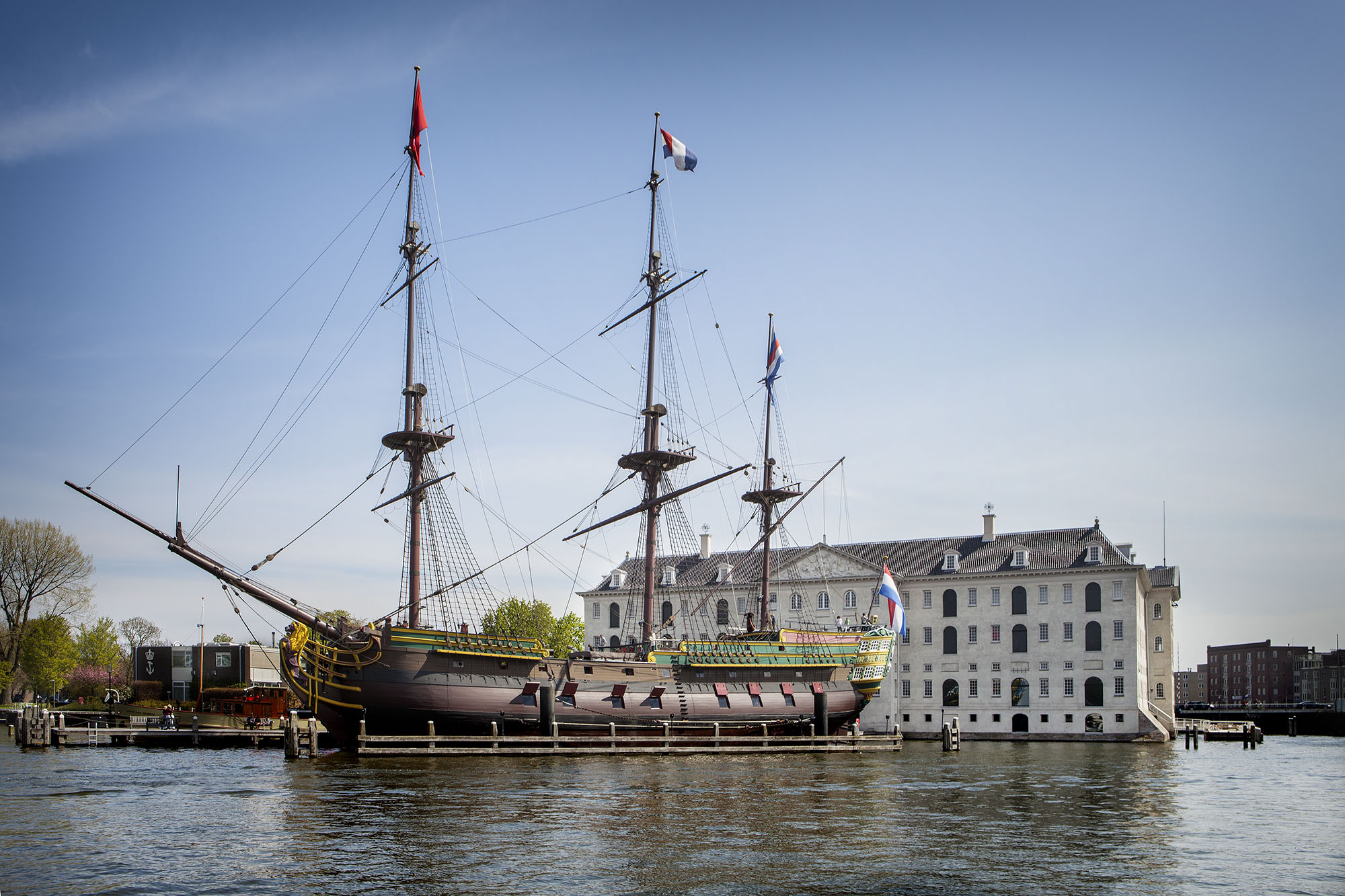
Holenderski „Amsterdam” (replika)
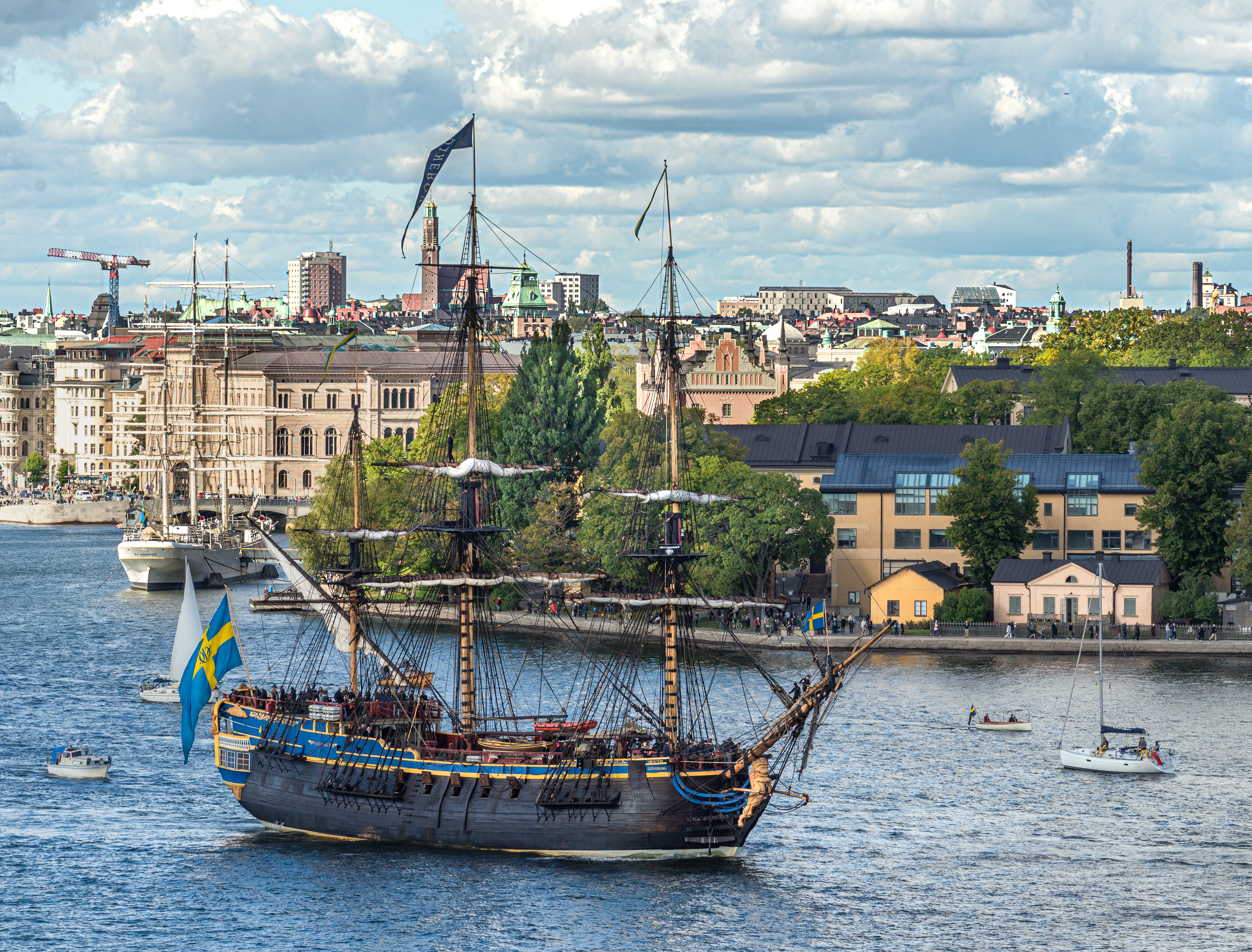
Szwedzki „Götheborg” (replika)